# راشد الدویسان
راشد الدویسان (انگلیسی: Rashed Al-Dwesan؛ زادهٔ ۱۱ اوت ۱۹۹۰) یک ورزشکار اهل عربستان سعودی است.
از باشگاه‌هایی که در آن بازی کرده‌است می‌توان به باشگاه فوتبال الشعله عربستان سعودی اشاره کرد.